# Provinz Tajima

Karte der japanischen Provinzen, Tajima rot markiert

Tajima (jap. 但馬国, Tajima no kuni) oder Tanshū (但州) war eine der historischen Provinzen Japans und bildet heute den nördlichen, ans Japanische Meer grenzenden Teil der Präfektur Hyōgo. Tajima grenzte an die Provinzen Harima, Inaba, Tamba und Tango.

## Geschichte
Die alte Provinzhauptstadt (kokufu) lag im modernen Toyooka, entweder im Stadtteil Izushi-chō oder in Hidaka-chō. Aus der Provinz stammte der Samurai Tadashima Akiyama, der von Miyamoto Musashi bezwungen wurde. Während des größten Teils der Sengoku-Zeit regierte der Yamana, der sich Oda Nobunaga unterwarf, über die Provinz.
Obwohl die Provinzen als politische Einheit nicht mehr existieren, identifizieren sich viele Einwohner des Gebiets stark mit dem Namen und der Geschichte der Provinz. Tajima ist besonders bekannt als Heimat des Kobe-Rindes, für seine vielen Onsen, Strände und kleinen Skiorte. Die Hauptindustrien sind Forstwirtschaft, Fischerei, Landwirtschaft und Tourismus. 

## Umfang
Die Provinz Tajima umfasste folgende spätere Landkreise (gun):
- Asago (朝来郡)
- Futakata (二方郡)
- Izushi (出石郡)
- Keta (気多郡)
- Kinosaki (城崎郡)
- Mikumi (美含郡)
- Shitsumi (七美郡)
- Yabu (養父郡)